# 旺丹尼玛

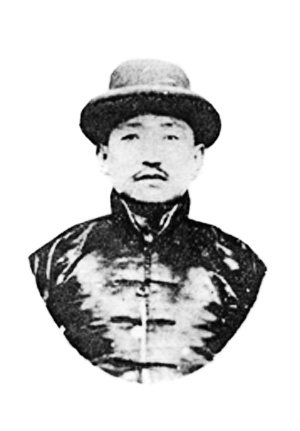
旺丹尼玛

旺丹尼玛（1872年—1926年），蒙古族，清末内扎萨克蒙古伊克昭盟鄂尔多斯右翼前末旗（俗称札萨克旗）人。札萨克旗喇嘛庙活佛，独贵龙运动领导人，内蒙古人民革命军总司令。

## 生平
1880年，旺丹尼玛被认定为札萨克旗喇嘛庙活佛，佛号班第达葛根（Бандид гэгээн）。1902年，清政府在内蒙古西部放垦蒙地，遭到蒙古族人民强烈反对。旺丹尼玛遂发动独贵龙运动，先后多次打退了护垦队等的进攻，成为独贵龙运动的知名领袖。1912年，他联合杭锦旗的厂汉卜罗领导了后套一带的独贵龙武装。1913年，旺丹尼玛被宁夏总兵马福祥诱捕，随后被押往山西太原，在煤矿服劳役。此后，北京政府下令释放了旺丹尼玛，并任命他为陆军司令部高级参议。
1925年10月，他在张家口参加了内蒙古人民革命党成立大会，并当选为该党中央执行委员。1926年秋，他任内蒙古人民革命军总司令。8月，内蒙古人民革命军1支队在包头成立，他任司令员。
1926年底，旺丹尼玛遇刺身亡，终年54岁。 他去世后，他的妻子乌云托迪接任内蒙古人民革命军1支队司令员。
其子乌云·浩斯巴雅尔後來成為蒙古國外交官。